# Matthew Gough
Sir Matthew Gough est un soldat gallois du XVe siècle.

## Ascendance
Gough était le fils d’Owen Gough et de Hawys Hanmer.

## Rôle dans laguerre de Cent Ans
Il  prit part aux batailles de Cravant, de Verneuil et de Formigny
Il commanda successivement les villes de Laval, Saint-Denis, Le Mans, Bellême et Bayeux.
En 1432, il est fait prisonnier à Saint-Denis.

## Retour en Angleterre et décès
De retour en Angleterre, Gough est placé sous le commandement de la tour de Londres.
Il fut tué sur le pont de Londres le 5 juillet 1450 en luttant contre les rebelles de Jack Cade.
Il a été enterré dans le monastère des Carmélites de Ste Marie Friars à Londres.

## Descendance
Il épouse Margaret, fille de Rhys Moythe et Margaret Harley, dont il eut plusieurs enfants :
- Geoffrey Gough
- Mathew Gough
- David Gough
- Margaret Gough